# アントン・シュミット (軍人)
アントン・シュミット (Anton Schmid、1900年1月9日-1942年4月13日)は、オーストリア人のドイツ国防軍軍人で、リトアニアにおいてホロコーストからユダヤ人を救った人物として知られる。シュミットは敬虔なカトリック教徒であり、電気技師であった。彼は、第一次世界大戦中は、オーストリア=ハンガリー帝国軍に徴兵され、第二次世界大戦では、ドイツ国防軍に徴兵された。
シュミットは、1941年8月下旬に、ドイツ兵の部隊復帰を主体とした事務所で任につき、2人のユダヤ人から助命嘆願をされたため、ユダヤ人の救済に乗り出した。シュミットのユダヤ人救済は多岐にわたり、自身のアパートでのユダヤ人隠匿、ユダヤ人の労働許可書取得によってポナリの虐殺からの救済（リトアニアにおけるホロコースト参照）、ドイツ国防軍のトラックによる安全地帯へのユダヤ人移送や、ヴィリニュス・ゲットーの地下組織の支援を行なった。シュミットが1942年1月に逮捕されるまでに救出したユダヤ人の人数は300人にも及ぶとされる。シュミットは、ユダヤ人の積極保護により軍法会議で死刑を宣告され、1942年4月13日に銃殺された。
戦後、シュミットは、ユダヤ人救済の功績により、ヤド・ヴァシェムから諸国民の中の正義の人として顕彰され、ナチス・ドイツの絶滅計画に立ち向かった数少ないドイツ人の象徴と見なされている。ドイツとオーストリアでは、シュミットは、戦後数十年間は裏切り者として見られており、2000年になってようやく評価されるようになり、ドイツ連邦軍軍人が規範とすべき市民的勇気の一例として称賛されるようになった。

## 生誕から青年期まで

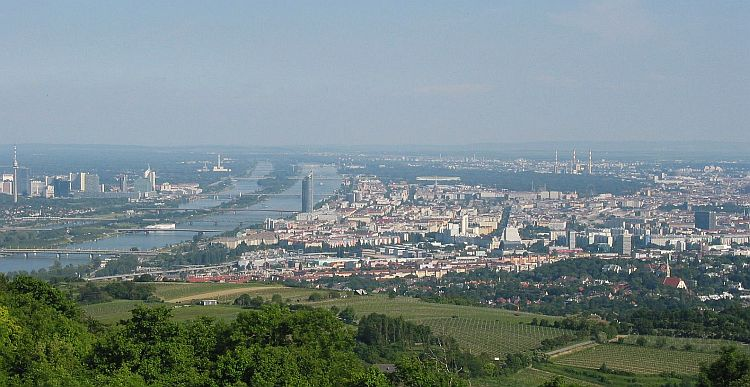
シュミットが生まれたウィーン市街(2004年)

アントン・シュミットは、1900年1月9日に、オーストリア＝ハンガリー帝国時代のウィーンに生まれる。父親はパン職人で、両親はモラヴィア（チェコ共和国のミクロフ）のニコルスブルク出身のカトリック教徒だった。シュミットは、洗礼を受け、カトリック系の小学校で教育を受けた。卒業後、電気技師の見習いとなった。
シュミットは、1918年にオーストリア＝ハンガリー帝国陸軍に徴兵され、第一次世界大戦末期には、イタリアでの撤退戦を何とか生き抜びた。終戦後、ウィーンのブリギッテナウのクロスターノイブルガー通りにて、電気技師として小さなラジオ店を開業した。その際、2人のユダヤ人を雇っていた。シュミットは、ユダヤ人の少女が好きだったとされる。シュミットは、この頃には結婚し娘がいたが、カトリック教会以外の組織には所属していなかった。
シュミットの第二次世界大戦より前の人生については、あまり分かっていない。1938年のアンシュルス（オーストリア統合）後、シュミットは、近隣のユダヤ人の家の窓を割った男を私人逮捕したり、自身の数人のユダヤ人の友人を、チェコスロバキア付近への逃亡を支援したこともあった。1939年9月、ポーランド侵攻勃発後、ドイツ国防軍に徴兵されるが、年齢が年齢であったため前線勤務の可能性はなかった。ドイツの歴史家、ヴォルフラム・ヴェッテによると、シュミットは、軍隊に馴染まない「軍服を着た民間人」だったとしている。
ヴェッテは、シュミットをナチズムに反発し、その反発は、純粋に人命尊重を重視する姿勢から生じた非イデオロギー的な人道主義者であるとしている。ヘルマン・アドラーによると、シュミットが助けたユダヤ人からは、シュミットを「ただの軍曹」であり、新聞や本も読まない「考える事や喋る事が凄く苦手な男」であるとしている

## ヴィリニュスでの救助活動

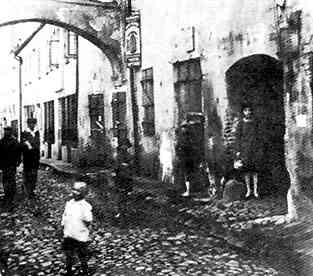
シュミットが救助活動を行なったヴィリニュスのゲットー

シュミットの最初の赴任地は、1941年8月下旬のポーランドとベラルーシであった。独ソ戦勃発後、ヴィリニュスのオストラント国家弁務官区のドイツ占領地域の第898歩兵大隊に配属される。シュミットは、第814野戦司令部の事務所に勤務し、部隊から離脱した兵士の部隊復帰の任務を割り当てられた。シュミットは、兵士を厳格に尋問する一方で、戦闘ストレス反応に苦しむ彼らに同情もしており、戦闘忌避や脱走による罪状による起訴をさけ、軍法による死刑が適用されないようにしていた。
1941年9月第1週、ヴィリニュスの3700人のユダヤ人が摘発され、街のはずれにあるポナリにおいて殺害された（リトアニアにおけるホロコースト）。シュミットは、屋外にユダヤ人が集結させられている様子と、蛮行を目撃する。シュミットが最初に救出したユダヤ人は、マックス・サリンジャーと言う者で、ドイツ語とポーランド語が堪能なポーランド系ユダヤ人だった。恐らくは、サリンジャーからシュミットに接近があったと思われる。シュミットは、戦死したドイツ国防軍兵士の給与手帳をサリンジャーに与えて、タイピストとして雇った。なお、サリンジャーは戦争を生き延びた。
救出した2人目のユダヤ人は、23歳のリトアニアのユダヤ人女性で、ルイサ・エマイティサイテであった。ある日、エマイティサイテは、摘発を何とか逃れたが、外出禁止令下(破った場合は死刑)のゲットー外で捕まった。エマイティサイテは、戸口に隠れ、シュミットが通り過ぎるのを認めたため、助けを乞う。シュミットは、一時的に自身のアパートに匿い、彼女も事務所で雇った。エマイティサイテは、数か国語に堪能で、速記にも長けており事務仕事において役立った。就労許可証が得られたため、彼女も戦争を生き延びることができた。これらの例から、シュミットは、ユダヤ人の救済を進んで行っていたというわけではなかったが、シュミットの救済活動は、ユダヤ人の助けを求める声によって、先導されたということを意味している。
私は、どうしてこうなったのかについて記したい。リトアニア軍は、多くのユダヤ人を町はずれの牧草地帯に集めて、射殺した。その数は2000人から3000人にも上った。想像できると思うが・・・途中、彼らは木などに向かって子供を投げつけて殺害したりもした。
シュミットが1942年4月9日に、家族にあてた手紙の内容

ドイツ軍の方針としては、占領地の経済搾取に重点が置かれており、大工並びに家具製造のセクションが追加され、シュミットが指揮を執ることとなった。熱意とスキルがあるリトアニア人労働者は不足していたため、多くのユダヤ人が雇用された。1941年10月、ゲットーのユダヤ人の多数を殺害する目的で、労働許可が取り消された。
シュミットの事務所では、その時点では150人のユダヤ人が雇われていたが、労働許可証が発行されていたのは15人に過ぎず、労働許可証を所有者本人に加えて、その家族を含めて60人にしか適用されなかった。ユダヤ人はこの労働許可証を、警察やSSによる逮捕と死刑から免れることができるため、死刑免除状と呼んでいた。
労働許可が適用されない残りの90人のユダヤ人は、シュミットに比較的安全なベラルーシ近くのリダまで、国防軍のトラックで輸送するよう懇願した。シュミットは、彼らの要望に応え、虐殺から一時的に守り、リダを幾度か訪れた。後に、シュミットは労働許可証を得ることができ、最終的に103人のユダヤ人を何らかの形で雇用し、命を救った。証言によると、シュミットは、ユダヤ人だけでなく、ソ連軍の戦争捕虜を人道的に扱い、処刑のためにルキシュケス刑務所へ連行される者たちを何人かを救出した。
1941年11月から、翌年1月にシュミットが逮捕されるまで、シュミットは、ユダヤ人のレジスタンスであるヘルマン・アドラーとその妻アニタを、偽装書類によってアパートに隠匿した。アドラーは、シュミットにヴィリニュスのゲットー蜂起の指導者であるモルデハイ・テネンバウムや、ハイカ・グロスマンなどのヴィリニュス・ゲットーのレジスタンス運動の重要人物を紹介した。シュミットのアパートは、ユダヤ人のパルチザンの会合場所として使われた。1941年12月31日、テネンバウムは、シュミットをヴィリニュス・シオニストの名誉会員として受け入れた。
シュミット、アドラーそしてテネンバウムは、ヴィリニュス・ゲットーのユダヤ人を、比較的安全と考えられていたビャウィストク、リダ、グロドノへ輸送し、救出する計画を考えた。シュミットは、労働力として必要とされる場所にユダヤ人の輸送をしなければならないというのを口実に、ヴィリニュスから約300人のユダヤ人を移送した。シュミットは、可能な範囲でユダヤ人のレジスタンス活動の支援をしていたものの、ヴィリニュス・ゲットーのパルチザンは、武器を持っていなかったため、シュミットは、武装化したユダヤ人反乱軍の助力はしなかった。
我々全員死ななければならない、しかし、もし殺人者として死ぬよりも、救済者として死ぬのを選べと言われたら、私は救済者として死ぬことを選ぶ。シュミットによるアドラーへの発言
シュミットのレジスタンスへの支援によって、シュミットは、1942年1月末に逮捕され、ヴィリニュスのステファンスカ刑務所に収監された。シュミットは、2月25日に死刑判決を受け、4月13日に処刑された。裁判の記録は残っておらず、研究者は誰がシュミットを弾劾したのかがわかっておらず、どのような罪で告訴されたのかも正確には分かっていない。シュミットが家族宛てに記した最後の手紙は「私は人間として行動し、誰も傷つけたくなかった」と記されていた。シュミットは、ユダヤ人救出によって処刑された3人のドイツ国防軍兵士の1人であった。1942年夏までに、シュミットの事務所は、ユダヤ人を雇用することもなくなった。シュミットが助けたユダヤ人の人数については良く分かっていないが、その人数は、250人又は300人とも推定されている。

## 死後の扱い

### オーストリアにおいて
シュミットの未亡人によると、近所の多くの住民は、シュミットを「裏切り者」と呼び、自宅の窓ガラスを割られるなどの嫌がらせを受けていたという。オーストリアでは、シュミットを1950年後半までナチズムの犠牲者と取り扱うことはなく、シュミットの妻と娘が本来受けるべき財政的支援も行わなかった。しかし、戦後サリンジャーがウィーンに訪れた時、シュミットの妻・ステファニー・シュミットに、シュミットの功績を伝え、財政支援を行なおうとした。	
1965年、サイモン・ヴィーゼンタールが、ステファニーの住所をテルアビブの友人を通じて知る。サイモン・ヴィーゼンタール・センターは、当時共産圏諸国への旅行が制限されていたにもかかわらず、ステファニーとその娘と義理の息子が、ヴィリニュスへの渡航ができるよう手配し、新しい墓の建設の費用を提供し、墓には、「自身の命よりも友を救済することが肝要であると考えた男、ここに眠る」と記載されている。1990年11月11日、記念碑がウィーンのシュミットの邸宅外に建設され、当時のウィーン市市長ヘルムート・ツィルクに除幕された。ウィーンの通りの名前は、2003年3月に、シュミットの名前が付けられ、オーストリアの新聞ではシュミットを「オーストリアのオスカー・シンドラー」と評した。
2020年1月には、ロスアウアー兵舎には、シュミットの名前が付けられた。

### イスラエルにおいて
シュミットのユダヤ人のレジスタンスメンバーとの会合に関する報告が、ユダヤ人のロンカ・コルジブロツカによって、ワルシャワゲットーへと運び込まれ、これがリンゲルブルム文書として保管されることになった。シュミットは、この時点で諸国民の中の正義の人と評されていた。
シュミットの救済活動が一番最初に出版されたのは、「死の街からの詩」という散文詩で、1945年にヘルマン・アドラーによってスイスで出版された。アドラーは、第8章をシュミットに捧げている。アドラーは、ゲットーのユダヤ人は、シュミットに、カッディーシュという讃美歌を捧げたと言及している。歴史家のショープスによると、アドラーは、シュミットの救済活動を「伝説の聖人」と描写している。テネンバウムとイツハク・ツケルマンのシュミットについての証言は、炎の巻物に記載されている。
ヴィリニュス・ゲットーのレジスタンスであったアッバ・コヴナーは、アドルフ・アイヒマンの裁判の際に、シュミットについて証言した。コヴナーがアイヒマンについて初めて聞いたのは、シュミットからであったという。シュミットはコヴナーに「アイヒマンとかいう奴がいて、全てを取り仕切っている」と言うことを聞いたという。コヴナーは、シュミットが無欲で如何なる対価も求めずに、救済を申し出たと強調した。1964年、ホロコースト記念館のヤド・ヴァシェムは、ユダヤ人救済を行ったアントン・シュミットを諸国民の中の正義の人として顕彰した。シュミット夫人は、義人の庭の植樹とセレモニーのためにエルサレムを訪れた。シュミットは、諸国民の中の正義の人として顕彰された初のドイツ人又はオーストリア人であった。サイモン・ヴィーゼンタールら多くのユダヤ人は、シュミットを聖人のような人であると評した。

### ドイツにおいて

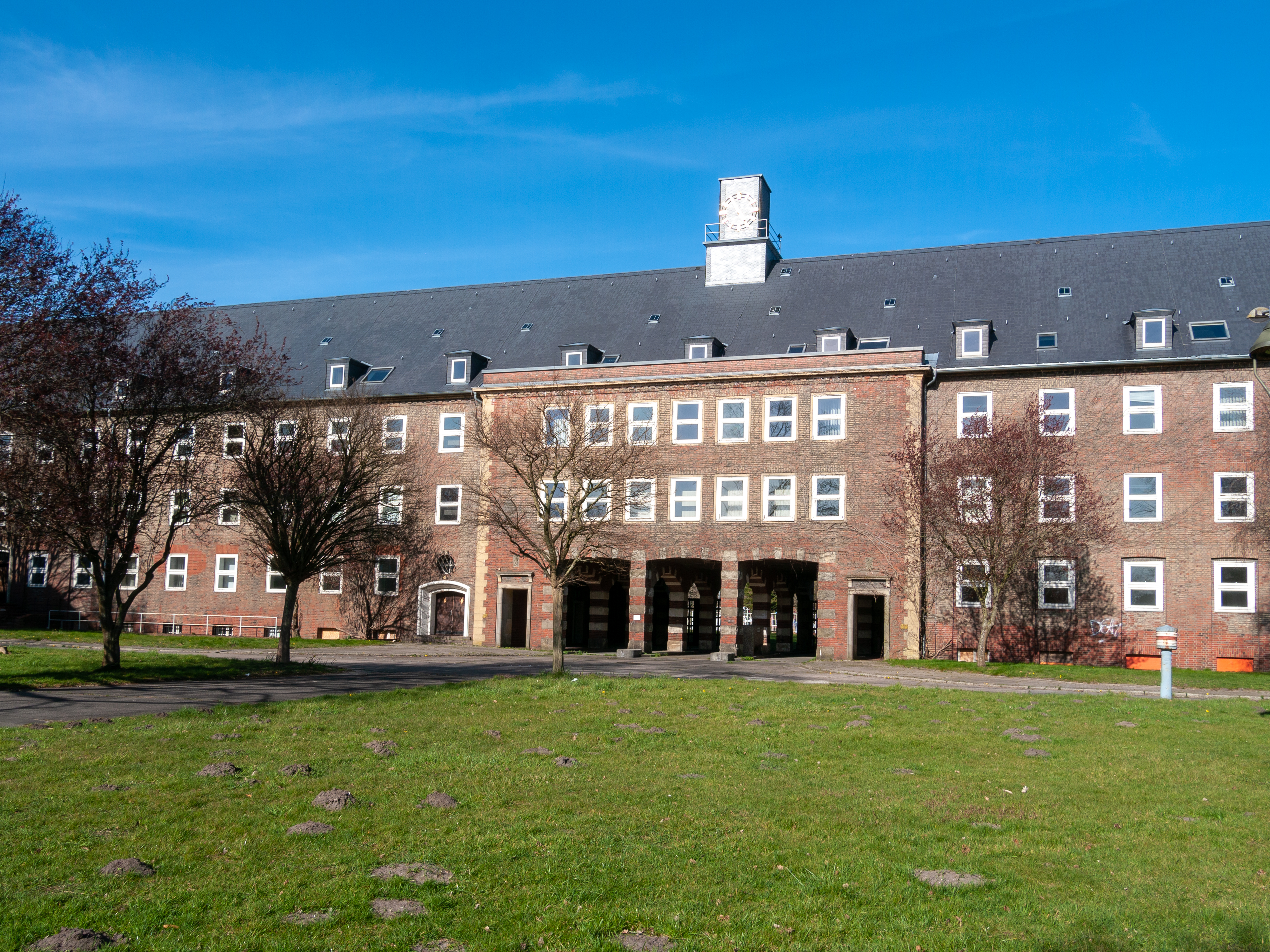
シュミットの名前が付けられた兵舎

ホロコーストにおいて自身の命を危険に晒しながらもユダヤ人の命を救ったドイツ人兵士に対して、ドイツ連邦軍が公式に顕彰したのは、2000年5月8日のことで、レンツブルクの軍基地は、シュミットの勇気を讃え、同軍基地の兵舎は、シュミット軍曹兵舎に名称が変更された。それまでは、両大戦を戦い抜いたドイツ軍人でナチス・ドイツの人民法廷の名誉判事を務めたギュンター・リューデルの名前が付けられていた。人民法廷は、ヒトラー暗殺事件の際に、略式判決として数千人に対して処刑判決を下した法廷である。しかし、後年の研究で、リューデルは1件しか審理を担当しておらず、しかも無罪判決を支持していた。この改名騒動は、戦争でドイツ国防軍が果たした役割に対してのドイツの大きな変化を表し、ドイツ国防軍の犯罪行為に焦点を当てた物議を呼んだ展覧会と重なった。
ドイツ連邦国防省長官のルドルフ・シャーピングの招待により、当時のオーストリア連邦大統領ハインツ・フィッシャーが、オーストリア国民議会議長として、レンツブルクの兵舎の命名式典に出席した。シャーピングは、シュミットの勇敢で勇気がある行動を称賛し、今日のドイツ人兵士の新しい見本であると言及した。ドイツにおいて、ナチス当局への不服従が依然として、議論のある問題であることを示すために、彼は「我々は、歴史を自由に選択することはできない。だが、歴史から先例を選択することができる」と述べた。リューデルの名前の除去にあたって軍司令官は抗議し、式典を欠席した。アメリカの歴史家、フリッツ・スターンは、民主主義精神を強めたとしてシュミットを評価し、ドイツのレジスタンス活動への言及が忌避されていた戦後の姿勢に、一石を投じることになったとしている。兵舎は2010年に閉鎖された。2016年6月22日、ブランケンブルクの連邦軍の兵舎は、シュミットの名前が付けられた。
歴史家のショープスは、シュミットを、ヴィリニュスにおけるドイツ国防軍の救済者として、恐らく最も特筆すべき人物であり、それは、ただユダヤ人の避難を助けたというだけでなく、ユダヤ人のレジスタンス活動をも支援したという点にあると述べている。その他のドイツ国防軍の救済者、例えばカール・プラッゲ国防軍少佐は、ユダヤ人を救済したものの、システムの枠組み内にとどまっていた。ヴォルフラム・ヴェッテは、シュミットを、ナチス・ドイツの歴史において、命の危険を冒してユダヤ人を救った数少ないドイツ人であるため、多量の瓦礫に埋もれる金の粒であると形容している。ヴェッテによると、シュミットは、ドイツの現在と未来のための案内係として仕え、勇気ある慈愛のメッセージをもたらしたとしている。シュミットは、市民的勇気を体現した人物に焦点を当てたルツェルン州の出版物で取り上げられた。